# Justin Moore

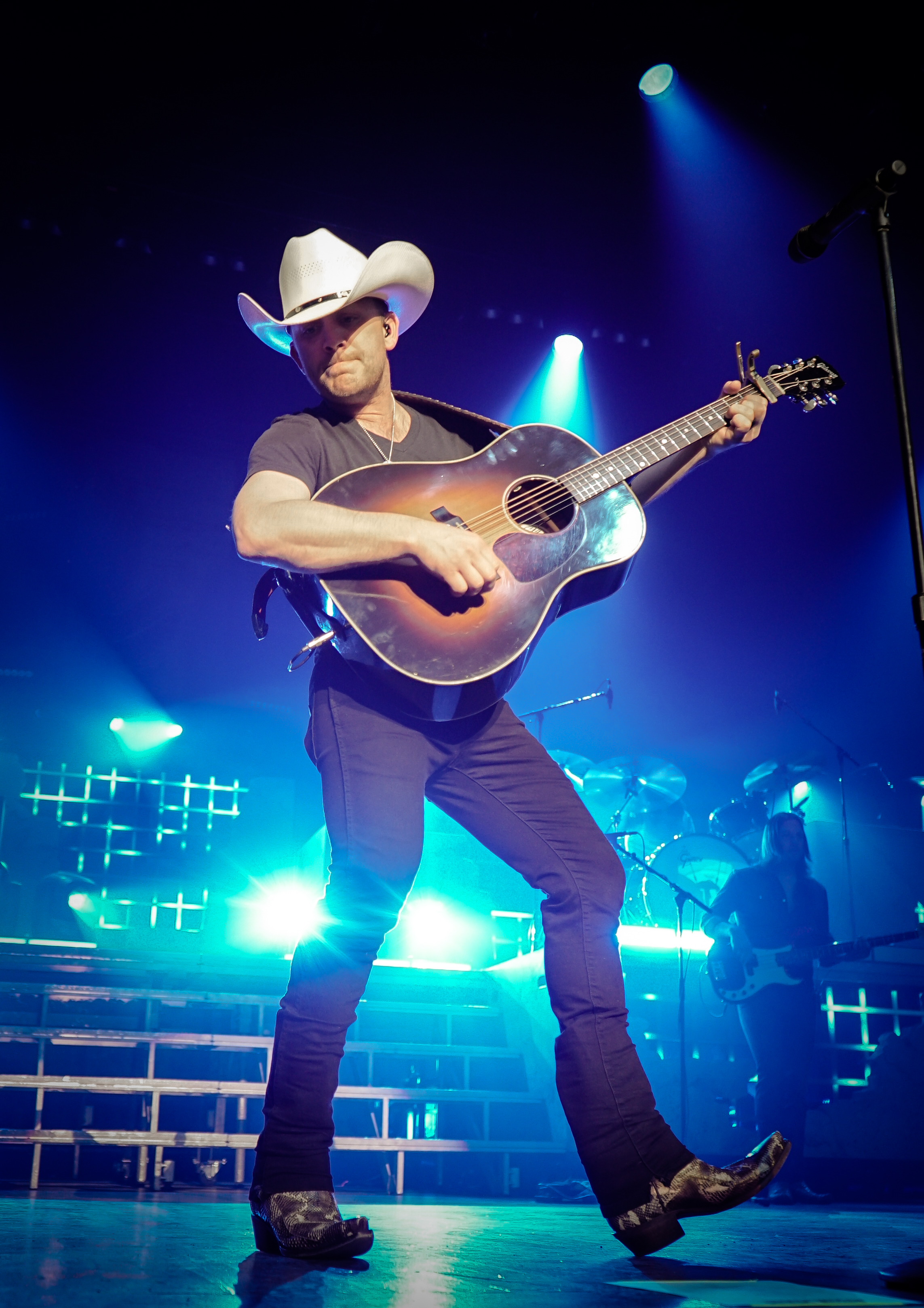
Justin Moore (2018)

Justin Cole Moore (* 30. März 1984 in Poyen, Arkansas) ist ein US-amerikanischer Countrysänger.

## Leben und Wirken
Justin Moore wurde in dem 300-Einwohner-Dorf Poyen in Arkansas geboren. Seine Eltern arbeiteten bei der örtlichen Post und Bank, aber die Großeltern und weitere Verwandte führten einen landwirtschaftlichen Betrieb, auf dem er aufwuchs. Als Kind sang er im Kirchenchor und begeisterte sich für Country-Musik und mit acht Jahren gewann er einen Talentwettbewerb an der örtlichen High School. Er war zwar auch ein erfolgreicher Sportler und gewann mit der Schulmannschaft die Staatsmeisterschaft im Basketball, entschied sich aber für eine Karriere in der Musik.
Nach dem Schulabschluss entschied er sich gegen einen College-Besuch und ging 2002 nach Nashville. Nachdem ein erster in Aussicht stehender Vertrag nicht zustande gekommen war, tat er sich mit Jeremy Stover als Songwriter-Duo zusammen. Gemeinsam wurden sie 2004 von Keith Stegall, der unter anderem Alan Jackson produziert, unter Vertrag genommen. Stover wurde später auch Moores Produzent.
Als Countrysänger trat Moore ab 2001 bei Konzerten in Arkansas vor mehreren hundert Zuschauern auf. Bis 2006 betrug die Zuschauerzahl schon 4000 und im Jahr darauf bekam er auch einen Plattenvertrag. Mit eigener Begleitband tourte er 2008 mit Künstlern wie Trace Adkins, Kenny Chesney, Brooks & Dunn und Hank Williams Jr. und bestritt das Vorprogramm. Im August dieses Jahres erschien auch seine Debütsingle Back That Thing Up, die ein erster Country-Hit wurde.
Seinen Durchbruch hatte Justin Moore im Jahr darauf mit der Nachfolgesingle Small Town USA, die auf seine eigene ländliche Herkunft anspielt. Sie erreichte die Top 10 der Country-Charts und Platz 52 der offiziellen Charts. Im Juni erschien vorab eine EP, die in den Countrycharts erfolgreich war, bevor im August sein nach ihm selbst benanntes Debütalbum erschien. Es stieg auf Anhieb auf Platz 10 der Albumcharts und Platz 3 der Country-Charts ein. In der Folge stieg auch sein erster Hit wieder und erreichte nach über einem halben Jahr Ende September Platz 1 bei den Country-Songs.

## Diskografie

### Alben
| Jahr | Titel                      | Höchstplatzierung, Gesamtwochen, AuszeichnungChartplatzierungen (Jahr, Titel, Platzierungen, Wochen, Auszeichnungen, Anmerkungen) | Höchstplatzierung, Gesamtwochen, AuszeichnungChartplatzierungen (Jahr, Titel, Platzierungen, Wochen, Auszeichnungen, Anmerkungen) | Anmerkungen                              |
| Jahr | Titel                      | US | Country | Anmerkungen                              |
| ---- | -------------------------- | --- | --- | ---------------------------------------- |
| 2009 | Justin Moore               | US10 ×2Doppelplatin · (35 Wo.)US                                                                                                  | Country3 (78 Wo.)Country | Erstveröffentlichung: 11. August 2009    |
| 2011 | Outlaws Like Me            | US5 ×2Doppelplatin · (64 Wo.)US                                                                                                   | Country1 (86 Wo.)Country | Erstveröffentlichung: 21. Juni 2011      |
| 2013 | Off the Beaten Path        | US2 Gold · (40 Wo.)US | Country1 (68 Wo.)Country | Erstveröffentlichung: 17. September 2013 |
| 2016 | Kinda Don’t Care           | US4 (7 Wo.)US | Country1 (28 Wo.)Country | Erstveröffentlichung: 12. August 2016    |
| 2019 | Late Nights and Longnecks  | US22 (3 Wo.)US | Country2 (8 Wo.)Country | Erstveröffentlichung: 26. Juli 2019      |
| 2021 | Straight Outta The Country | — | Country38 (1 Wo.)Country | Erstveröffentlichung: 23. April 2021     |
| 2023 | Stray Dog                  | US162 (1 Wo.)US | Country25 (1 Wo.)Country | Erstveröffentlichung: 5. Mai 2023        |

### EPs
| Jahr | Titel                            | Höchstplatzierung, Gesamtwochen, AuszeichnungChartplatzierungen (Jahr, Titel, Platzierungen, Wochen, Auszeichnungen, Anmerkungen) | Höchstplatzierung, Gesamtwochen, AuszeichnungChartplatzierungen (Jahr, Titel, Platzierungen, Wochen, Auszeichnungen, Anmerkungen) | Anmerkungen                         |
| Jahr | Titel                            | US | Country | Anmerkungen                         |
| ---- | -------------------------------- | --- | --- | ----------------------------------- |
| 2009 | The "You Asked for It" EP        | — | Country54 (3 Wo.)Country | Erstveröffentlichung: 9. Juni 2009  |
| 2013 | Point at You & Four More Hits EP | US172 (1 Wo.)US | Country28 (8 Wo.)Country | Erstveröffentlichung: 2. April 2013 |

### Singles
| Jahr | Titel Album                                                      | Höchstplatzierung, Gesamtwochen, AuszeichnungChartplatzierungen (Jahr, Titel, Album, Platzierungen, Wochen, Auszeichnungen, Anmerkungen) | Höchstplatzierung, Gesamtwochen, AuszeichnungChartplatzierungen (Jahr, Titel, Album, Platzierungen, Wochen, Auszeichnungen, Anmerkungen) | Anmerkungen                                               |
| Jahr | Titel Album                                                      | US | Country | Anmerkungen                                               |
| --- | ---------------------------------------------------------------- | --- | --- | --------------------------------------------------------- |
| 2008 | Back That Thing Up Justin Moore                                  | — | Country38 (16 Wo.)Country | Erstveröffentlichung: 28. Juli 2008                       |
| 2009 | Small Town USA Justin Moore                                      | US44 Gold · (20 Wo.)US | Country1 (35 Wo.)Country | Erstveröffentlichung: 10. Februar 2009                    |
| 2009 | Backwoods Justin Moore                                           | US69 Gold · (13 Wo.)US | Country6 (32 Wo.)Country | Erstveröffentlichung: 19. Oktober 2009                    |
| 2010 | How I Got to Be This Way Justin Moore                            | — | Country17 (25 Wo.)Country | Erstveröffentlichung: 1. Juni 2010                        |
| 2011 | If Heaven Wasn’t So Far Away Outlaws Like Me                     | US49 ×2Doppelplatin · (20 Wo.)US | Country1 (24 Wo.)Country | Erstveröffentlichung: 28. Februar 2011                    |
| 2011 | Bait a Hook Outlaws Like Me                                      | US63 Gold · (10 Wo.)US | Country17 (28 Wo.)Country | Erstveröffentlichung: 1. August 2011                      |
| 2012 | Til My Last Day Outlaws Like Me                                  | US51 Gold · (20 Wo.)US | Country7 (45 Wo.)Country | Erstveröffentlichung: 19. März 2012                       |
| 2013 | Point at You Off the Beaten Path                                 | US53 Gold · (19 Wo.)US | Country10 (29 Wo.)Country | Erstveröffentlichung: 18. März 2013                       |
| 2013 | Lettin’ the Night Roll Off the Beaten Path                       | US49 Platin · (20 Wo.)US | Country7 (32 Wo.)Country | Erstveröffentlichung: 21. Oktober 2013                    |
| 2014 | Home Sweet Home Nashville Outlaws: A Tribute to Mötley Crüe      | — | Country28 (15 Wo.)Country | Erstveröffentlichung: 7. Juli 2014 mit Vince Neil         |
| 2014 | This Kind of Town Off the Beaten Path                            | — | Country50 (1 Wo.)Country | Erstveröffentlichung: 20. Oktober 2014                    |
| 2015 | You Look Like I Need a Drink Kinda Don’t Care                    | US79 Platin · (8 Wo.)US | Country12 (39 Wo.)Country | Erstveröffentlichung: 17. November 2015                   |
| 2016 | Somebody Else Will Kinda Don’t Care                              | US59 Gold · (13 Wo.)US | Country9 (31 Wo.)Country | Erstveröffentlichung: 24. Oktober 2016                    |
| 2017 | Kinda Don’t Care                                                 | — | Country28 (28 Wo.)Country | Erstveröffentlichung: 18. September 2017                  |
| 2018 | The Ones That Didn’t Make It Back Home Late Nights and Longnecks | US46 Platin · (16 Wo.)US | Country7 (26 Wo.)Country | Erstveröffentlichung: 12. Oktober 2018                    |
| 2019 | Why We Drink Late Nights and Longnecks                           | US50 (15 Wo.)US | Country8 (29 Wo.)Country | Erstveröffentlichung: 30. September 2019                  |
| 2020 | We Didn’t Have Much Straight Outta The Country                   | US41 Platin · (13 Wo.)US | Country7 (26 Wo.)Country | Erstveröffentlichung: 9. Oktober 2020                     |
| 2021 | With a Woman You Love Stray Dog                                  | US59 Gold · (12 Wo.)US | Country12 (26 Wo.)Country | Erstveröffentlichung: 1. Oktober 2021                     |
| 2022 | You, Me, & Whiskey Stray Dog                                     | US37 Platin · (16 Wo.)US | Country8 (32 Wo.)Country | Erstveröffentlichung: 7. Oktober 2022 mit Priscilla Block |
| 2023 | This Is My Dirt –                                                | US96 (2 Wo.)US | Country23 (12 Wo.)Country | Erstveröffentlichung: 17. November 2023                   |
| Folgende Lieder erschienen nicht als Single, wurden aber durch das Album zum Download und Streaming bereitgestellt und konnten somit eine Platzierung erlangen: |                                                                  | | |                                                           |
| |                                                                  | | |                                                           |
| 2012 | Run Rudolph Run The Country Christmas Collection                 | — | Country58 (1 Wo.)Country |                                                           |
| 2013 | Off the Beaten Path                                              | — | Country44 (1 Wo.)Country |                                                           |

### Gastbeiträge
| Jahr | Titel Album                       | Höchstplatzierung, Gesamtwochen, AuszeichnungChartplatzierungen (Jahr, Titel, Album, Platzierungen, Wochen, Auszeichnungen, Anmerkungen) | Höchstplatzierung, Gesamtwochen, AuszeichnungChartplatzierungen (Jahr, Titel, Album, Platzierungen, Wochen, Auszeichnungen, Anmerkungen) | Anmerkungen                                                                           |
| Jahr | Titel Album                       | US | Country | Anmerkungen                                                                           |
| ---- | --------------------------------- | --- | --- | ------------------------------------------------------------------------------------- |
| 2014 | Small Town Throwdown Just as I Am | US67 Gold · (20 Wo.)US | Country13 (26 Wo.)Country | Erstveröffentlichung: 19. Mai 2014 Brantley Gilbert feat. Justin Moore & Thomas Rhett |

## Auszeichnungen für Musikverkäufe
| Goldene Schallplatte - Kanada - 2021: für die Single We Didn’t Have Much - 2023: für die Single The Ones That Didn’t Make It Back Home - 2025: für die Single You, Me, & Whiskey | Platin-Schallplatte - Kanada - 2021: für die Single Why We Drink |

Anmerkung: Auszeichnungen in Ländern aus den Charttabellen bzw. Chartboxen sind in ebendiesen zu finden.
| Land/RegionAuszeichnungen für Musikverkäufe (Land/Region, Auszeichnungen, Verkäufe, Quellen) | Gold       | Platin       | Verkäufe   | Quellen         |
| -------------------------------------------------------------------------------------------- | ---------- | ------------ | ---------- | --------------- |
| Kanada (MC)                                                                                  | 3× Gold3   | Platin1      | 200.000    | musiccanada.com |
| Vereinigte Staaten (RIAA)                                                                    | 9× Gold9   | 11× Platin11 | 15.500.000 | riaa.com        |
| Insgesamt                                                                                    | 12× Gold12 | 12× Platin12 |            |                 |